# Diaries of a Spaceport Janitor
Diaries of a Spaceport Janitor (с англ. — «Дневники уборщика космопорта») — это инди-игра, совмещающая в себе элементы квеста и виртуальной песочницы. Её разработкой занималась команда американских студентов Sundae Month. Выход игры состоялся 16 сентября 2016 года. Действие Janitor происходит в инопланетном космодроме, где главная героиня должна зарабатывать себе на жизнь, ища и обрабатывая мусор. Среди него также могут находится редкие артефакты. Героиня может исследовать дальние уголки космодрома и подземелья в поисках сокровищ и волшебных артефактов.
Сами создатели описывали свою игру, как анти-квест, где основной геймплей настолько утомителен, что это побуждает игрока наоборот исследовать окружающий мир и побочные квесты. Создавая космопорт, команда вдохновлялась рынком Марракеша в Марокко, в частности они также хотели воссоздать антураж экзотического, но кишащего жизнью базара, только в инопланетной среде. Также команда через игру хотела выразить свои политические позиции, в частности критику капитализма и жестокость полиции. На создание игры их подтолкнул скандал геймергейт и стремление создать игру, альтернативную «типичным игровым жанрам».
Оценки игры можно охарактеризовать в целом, как смешанные. Средняя оценка игры по данным аггрегаторам Metacritic составляет 69 баллов из 100 возможных. Критики в основном похвалили Janitor за её в целом необычный подход к игровому процессу, гибкий геймплей, позволяющий разными способами осваивать данную виртуальную песочницу, а также сравнивая её с игрой Animal Crossing. В качестве недостатка указывалось на достаточно сложный игровой процесс, особенно в начале игры, который может дезориентировать игрока.

## Игровой процесс
Игрок управляет инопланетной синекожей девочкой, обитающей на космодроме, пытаясь заработать достаточно денег и выполняя черную работу, чтобы наконец-то уехать в лучшее место. В повседневные обязанности девочки входит поиск мусора, и доставление его до мусоросжигателя. Героиня также может общаться с населением космодрома, рынка и в целом перебиваться случайными заработками, выполняя разные задания. Однако она должна остерегаться охранников, норовящих забрать её кредиты через взятки. Хотя формально основная задача героини сводится к поиску мусора, сам игровой процесс завязан на поиске редких товаров и поиске того, кто готов выложить лучшую цену за найденную вещь.

Суть игры сводится к тому, чтобы искать мусор и исследовать пространство инопланетного космодрома

Игра фактически представляет собой симулятор, где игрок может как и пытаться продать подороже найденные предметы, собирать их для своего жилища или же просто посвятить себя поиску и сжиганию мусора. Он может проводить большею часть на рынке, или же исследовать пространство за его пределами, в частности канализационное подземелье. Девочка также должна питаться, покупая еду на свою зарплату, или же пробуя некоторые найденные продукты. Найденные предметы носят как правило декоративный характер, однако она может находить и магические предметы или иные странные компоненты. В игре есть возможность временно «менять пол», условно перенимая идентичность другой личности. Хотя это не влияет на игровой процесс, время от времени героиня будет требовать «менять пол» и до этого отказываться совершать какие либо действия.
Каждый игровой день закачивается тем, что героиня записывает пережитое в течение дня в свой дневник. Хотя сам игровой мир является трёхмерным, персонажи представлены в нём в виде двухмерных спрайтов.
В игре также особое внимание уделяется религии, в частности в ней имеется девять богинь, которым можно поклоняться, молится или даже оставлять жертву. Каждая из них наделяет определёнными привилегиями — деньгами, здоровьем, силой и так далее. Для сохранения данных привилегий необходимо совершать постоянные молитвы и соблюдать суеверия некоторые святыни могут находиться в скрытых местах. Данные способности пригодятся не только для того, чтобы найти редкие артефакты, но и для того, чтобы выигрывать в лотерею, дающую дополнительные награды или иметь возможность ориентироваться в зачастую опасных подземельях.

## Разработка
Разработкой игры занималась независимая американская студия разработчиков видео-игры, состоящей из студентов из города Берлингтон, штата Вермонт, США.

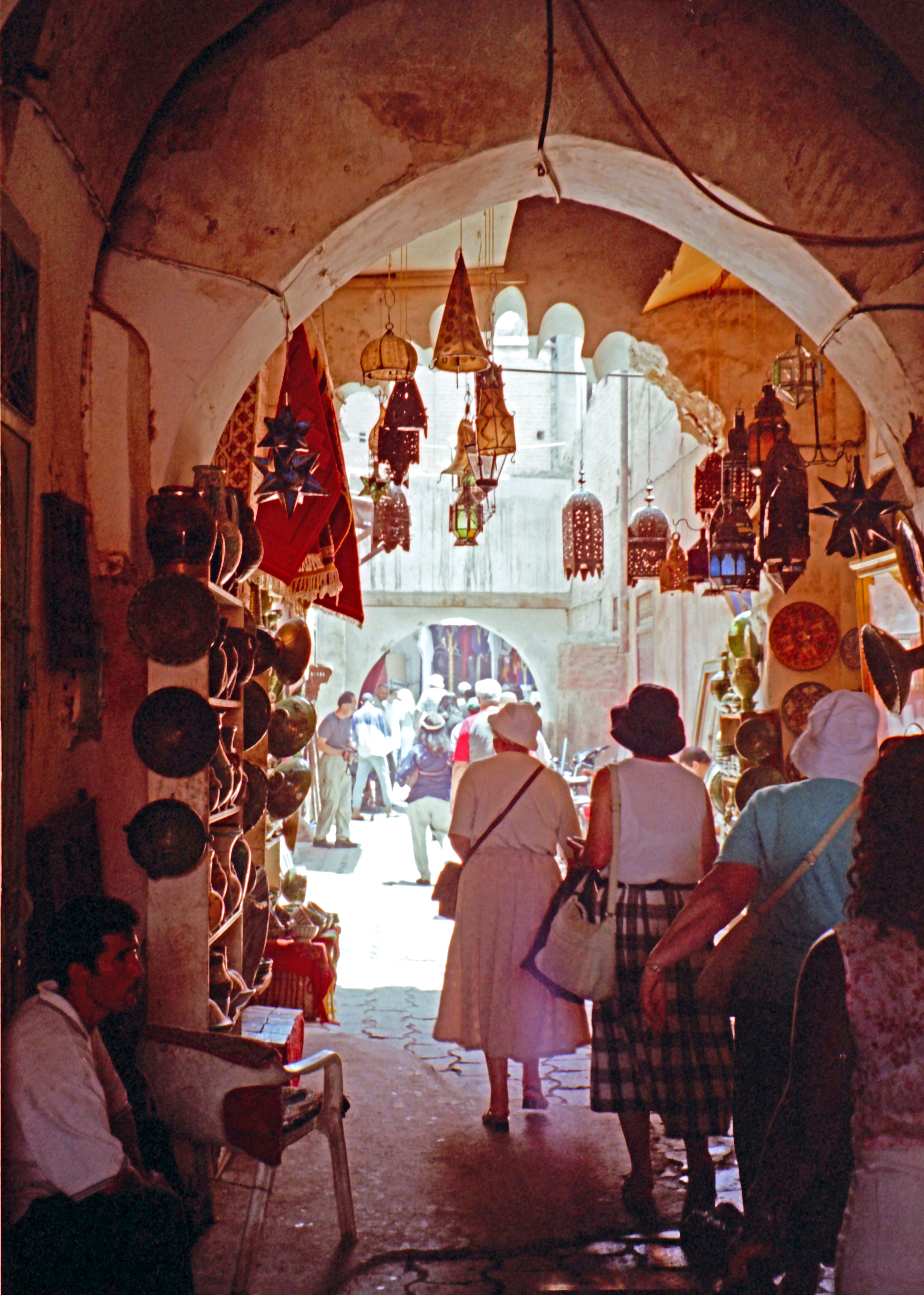
При создании базара, разработчики вдохновлялись рынком Марракеша, в частности чувством потерянности в экзотической и многолюдной местности

При создании игры, команда исходила из идеи того, что игрок попадает в фантастический и фентезийный мир, однако играет там незначительную роль. Все детали игрового мира должны были быть странными, начиная с внеземного мира, заканчивая мусором. Также команда хотела использовать сеттинг, чтобы рассказать о несправедливости капиталистической системы, которая однако совмещена а яркой атмосферой и дружелюбной музыкой. Команда заметила, что хотела создать игру «вопреки» ожиданиям игроков и даже разозлить геймеров. На создание Spaceport Janitor в частности повлиял скандал геймергейт, и разочарование команды того, как традиционное геймерское сообщество предвзято относится к экспериментальным играм, воспринимая компьютерные игры в рамках узкого жанра, с главный героем — «парнем с оружием». Также команда поддерживает чёрное движение Black Lives Matter решила выразить свои взгляды через игру, где жизнь управляемого персонажа усложнена из-за произвола местной полиции. Так как предсатвленный игровой мир представляет собой фактически трущобы, то команда хотела изучить типичные темы бедного населения, в том числе и суеверия, от чего был разработан целый игровой процесс проклятий и божественного пантеона.
Студенты хотели поэкспериментировать с жанрами и создать что-то «уникальное». Так, команда решила создать игру с нелинейным сюжетом и возможностью исследовать окружающий мир. Создатели хотели передать ощущение блуждания по уличным городским улицам и то, как игрок будет постепенно привыкать к данным пейзажам и запоминать их, постепенно становясь местным жителем. Изобель Шаша, одна из ключевых разработчиц заметила, что на создание инопланетного базара её вдохновили рассказы её сестры во время поездки в ближний восток, которая рассказала о том, как заблудилась в лабиринтах рынка Марракеша, в Марокко. Данное чувство потерянности посреди базара, в окружении яркой, но незнакомой обстановки разработчики хотели передать в игре. Однако, чтобы не смущать игроков, действительно вынуждая их теряться в городе, разработчики включили карту в игру. В целом команда хотела построить игру таким образом, чтобы мир существовал сам по себе, а не вращался вокруг игрового персонажа. Хотя с первого взгляда идея сбора мусора звучит странно и непривлекательно, фактически под этом названием скрывается традиционный игровой процесс сбора ресурсов и предметов. При этом сам процесс сбора мусора настолько скучен и утомителен, что это будет побуждать игрока изучать другие аспекты геймплея, такие, как общение с местными жителями или поиск скрытых локаций. Тут по идее разработчиков и должен начинаться настоящий игровой процесс. Саму игру команда в итоге описала, как «анти-квест»
Всего в создании игры принимало три или четыре человека с 2014 года. Для чего использовался игровой движок Unity3D. За время разработки, команду входили или покидали люди, так как все работали в свободное время помимо основной работы. Разработка игры началась с моделирования зданий, однако это занимало слишком много времени и таким образом здания были упрощены до текстур с добавлением таких компонентов, как стены и двери. Для игры также было создано около 140 разных персонажей, что довольно много по меркам инди-игры, созданной маленькой командой разработчиков.

## Критика
| Сводный рейтинг    | Сводный рейтинг |
| Агрегатор          | Оценка          |
| ------------------ | --------------- |
| Metacritic         | 69/100          |
| Иноязычные издания |                 |
| Издание            | Оценка          |
| CD-Action          | 9,5             |
| Hardcore Gamer     | 80 %            |
| DarkStation        | [ 7 ]           |
| Kill Screen        | 78/100          |
| Games Master UK    | 52 %            |
| Games.tiscali      | 5/10            |

Diaries of a Spaceport Janitor была удостоена премии в категории Сюжет/Дизайн Мира на вручении IndieCade в 2016 году. Оценки игры можно охарактеризовать в целом, как смешанные. Средняя оценка игры по данным аггрегаторам Metacritic составляет 69 баллов из 100 возможных.
Часть критиков оставили положительные оценки, например представитель сайта CD-action заметил, что с виду огромный и космический базар ошеломляет, но игрок постепенно осваивает его и для него это становится горько-сладкой рутиной. Игра учит принимать постоянную нищету, усмирять амбиции и наслаждаться мелочами. Те, кто ищут в данной игре захватывающую историю будут разочарованы, в отличие от игроков, получающих удовольствие от постоянных исследований и увлекающихся торговлей. Рецензент сайта Hardcore Gamer заметил, что Diaries of a Spaceport Janitor одна из тех игр, которая с трудом поддаётся традиционному обзору компьютерной игры. Критик даже не смог чётко определить жанр игры, но сравнивая его с «симулятором уборщика» и «анти-приключенческой игрой». Во всяком случае данная игра выглядит уникальной в своём роде, чем даже крайне отдалённо напоминающая игру Animal Crossing, когда дело доходит до игрового процесса, который связан с выполнением повседневных задач, поиска товаров на рынке и беседы с местными жителями. Всё это, несмотря на сеттинг игры, происходящей в далёком уголке галактики — напоминает повседневную жизнь и подходит для коротких, но периодических игровых сеансов. Хотя в самом начале игровой процесс может сбивать с толку игрока, однако со временем, когда игрок привыкнет к её странному геймплею, он даже сочтёт его приятным и расслабляющем. Критик также указал на удобное управление и перемещение камеры, сама игра движется в неторопливом темпе, позволяя игроку внимательно изучить окружающее пространство и изучить местный рынок. Что касается визуальной эстетики, то критик увидел в ней ясное сходство с мультисериалом «Удивительный мир Гамбола» в плане разнородного и красочного сочетания персонажей.
Критик сайта KillScreen заметил, что на фоне того, что большинство современных игр о научной фантастике вовлечёны в «гонку вооружений», всегда предлагая типичный для фильма сюжет «о спасении галактики», ограниченный пятью актами, Diaries of a Spaceport Janitor обращается к идее научной фантастики, как «искривлённой в тёмном зеркале» идее технологического роста, социальной напряженности и классового разрыва. Данная игра предлагает игроку вместо линейного прохождения пространство для жизни и процветания. В плане игрового процесса, критик увидел в игре сходства с Animal Crossing, Stardew Valley и Harvest Moon, однако, в отличие о вышеописанных игр, мир Diaries of a Spaceport Janitor наполнена несправедливостью и по мнению критика напоминает «положение простого молодого и бедного рабочего в обществе, об оскорблениях, нанесённых местными правоохранителями, непомерными расходами на питание, на которые уходит почти вся заработная плата и толпа, в которой вы буквально растворяетесь, становясь невидимым». Критик KillScrenn, как и представитель сайта CD-action оба оценили механику «смены гендера», заметив, что она отлично передаёт то, что такое гендерная дисфория и тот стресс, который переживают страдающие от него люди.
Сдержанный отзыв оставил критик чешского сайта Games Tiscali, заметив, что игра с первого взгляда кажется крайне интересной, в частности её художественный стиль и игровой процесс, заточенный на высокую реиграбельность. Однако данный энтузиазм быстро рушится об необходимость выживать, постоянно выполняя одни и те же задания, зачастую одновременно, в это же время без наличия карты или хотя бы простого списка дел, невозможно достичь какого либо значимого прогресса. «Смену пола» критик назвал самой бесполезной частью, заметив, что никакой практический пользы или навыков это не даёт, однако съедает денежные средства героини.